# Dourdan
Dourdan là một xã trong vùng hành chính Île-de-France, thuộc tỉnh Essonne, quận Étampes, tổng Dourdan. Tọa độ địa lý của xã là 48° 31' vĩ độ bắc, 02° 00' kinh độ đông. Dourdan nằm trên độ cao trung bình là 95 mét trên mực nước biển, có điểm thấp nhất là 87 mét và điểm cao nhất là 103 mét. Xã có diện tích 30,64 km², dân số vào thời điểm 1999 là 9555 người; mật độ dân số là 312 người/km².

## Các thành phố kết nghĩa
- Bad Wiessee, Đức
- Troungoumbé, Mali
- Lac Megantic, Québec, Canada
- Great Dunmow, Anh

## Nhân vật nổi tiếng
- Hugues le Grand
- Jean-François Regnard, nhà văn.
- Francisque Sarcey sinh tại đây vào ngày 8 tháng 10 năm 1827.

## Địa điểm tham quan
- Nhà thờ Saint-Germain-l'Auxerrois, bắt đầu xây năm 1150, được tái cải tạo cuối thế kỉ thứ 15
- Lâu đài được bắt đầu xây dựng vào cuối thế kỉ thứ 13 nhưmột pháo đài quân sự.